# SuriPop VII
SuriPop VII was een muziekfestival in Suriname in 1992. De finale werd gehouden in Paramaribo. Ricky en Howard Cheng A June wonnen dit jaar de Jules Chin A Foeng-trofee met hun lied Den momenti sondro yu. Het werd gezongen door Ruben del Prado.

## Finale
In de voorselectie koos de jury twaalf liederen. Deze kwamen in de finale uit en werden op een muziekalbum uitgebracht. Op het album uit 1992 stonden de volgende nummers:
| Nr. | Lied                     | Vocalisten      | Componisten                  | Tijdsduur |
| --- | ------------------------ | --------------- | ---------------------------- | --------- |
| 1   | Den dungru uku fu mi ati |                 |                              | 4:46      |
| 2   | Watrasei                 |                 |                              | 3:45      |
| 3   | Sembe fu lio             |                 |                              | 4:58      |
| 4   | Mek den njan den p'tata  |                 |                              | 4:18      |
| 5   | Libi liba                |                 |                              | 4:47      |
| 6   | Baka twarfu yari         |                 |                              | 3:52      |
| 7   | Suma habi na boi         |                 |                              | 3:45      |
| 8   | Lafu lasi                |                 |                              | 5:28      |
| 9   | Waar is het antwoord     |                 |                              | 5:01      |
| 10  | Srananman                |                 |                              | 3:49      |
| 11  | Den momenti sondro yu    | Ruben del Prado | Ricky en Howard Cheng A June | 8:02      |
| 12  | In' mi kruyara           |                 |                              | 3:32      |

I (1982) · II (1983) · III (1984) · IV (1986) · V (1988) · VI (1990) · VII (1992) · VIII (1994) · IX (1996) · X (1998) · XI (2000) · XII (2002) · XIII (2004) · XIV (2006) · XV (2008) · XVI (2010) · XVII (2012) · XVIII (2014) · XIX (2016) · XX (2018) · XXI (2022) · Kerstsongeditie (2023) · XXII (2024)